# توماس ديه جان
توماس ديه جان (بالإنجليزية: Thomas Des Jean)‏ هو عالم إنسان أمريكي، ولد في 1948.